# Saint Sébastien et sainte Apolline
Saint Sébastien et sainte Apolline (en italien : San Sebastiano et santa Apollonia) est une peinture religieuse, du Pérugin, datant de 1512-1523 environ, et conservée au musée de Grenoble à Grenoble.

## Histoire
Le tableau provient du polyptyque de saint Augustin (en italien : Polittico di Sant'Agostino) une peinture religieuse du Pérugin, réalisée pendant la période tardive du peintre de 1513 à 1523 environ.

## Thème
Le thème représenté est selon l'Iconographie chrétienne le martyre de saint Sébastien, un saint romain, qui aurait été tué lors des persécutions de Dioclétien au début du IVe siècle. Il est souvent représenté dans les arts, attaché à un poteau ou à une colonne, le corps transpercé de flèches ici en compagnie d'une sainte (Apolline ou Irène suivant les sources). Ce thème a été souvent traité par Le Pérugin et son entourage ainsi que par de nombreux peintres.

## Description
Le saint est représenté en contrapposto à droite du tableau au vêtu uniquement d'un périzonium, les mains plaquées derrière le dos, devant un tronc d'arbre ; il regarde paisiblement la sainte en tournant légèrement la tête ; il est  auréolé d'un disque fin doré ;  le tout  est inscrit dans un pré.
À gauche du tableau, la sainte, pieds nus et auréolée, tient de ses deux mains un livre sur son ventre, le regard dirigé vers le bas.
En arrière-plan, le paysage dépourvu de toute végétation s'étale avec une série de monts et collines qui se dégrade dans le lointain selon les règles de la perspective atmosphérique.

## Analyse
Saint Sébastien est représenté de façon conventionnelle, le corps mi-nu, mais sans les flèches du martyre, dans une élégante pose en léger contrapposto.
Les habits de la sainte sont finement représentés avec des variantes de tons dans les couleurs mais l'absence d'attributs précis ne permet pas une dénomination certaine.
Irène, la sainte qui a soigné Sébastien après son martyre s'oppose au choix d'Apolline (mais elle n'apparaît pas avec ses attributs : tenaille et dents).
Le paysage ne comporte pas les frêles arbrisseaux typiques du Pérugin.
Le dessin est clair et bien défini, les lignes liantes, la composition sereine et plaisante. Les figures possèdent une idéalisation parfaite. Elles ne sont pas issues de l'étude du naturel mais plutôt de l'esthétique des développements artistiques du XVIe siècle.